# Partido Operário Independente (França)
O Partido Operário Independente (POI) é um partido político francês criado em 15 de junho de 2008. Nele dissolveu-se o Partido dos Trabalhadores da França. O POI reivindica que 10 071 é o número de seus membros fundadores, em 2012 o partido tinha pouco mais de 8 mil membros.
Desde a fundação, o partido adotou o seguinte lema: "Pelo socialismo, pela República e pela Democracia".
É aderente do Acordo Internacional dos Trabalhadores e dos Povos - AcIT, associação internacional de partidos, sindicatos e militantes que combatem pela independência política da classe trabalhadora no mundo todo.
O órgão oficial do partido é o jornal semanal Informations Ouvrières, Tribune libre de la lutte des classes (Informações Operárias, Tribuna livre da luta de classes), jornal fundado pelo militante operário Pierre Lambert. O atual diretor da publicação é Daniel Gluckstein. E o redator chefe é Lucien Gauthier. A tiragem do jornal é atualmente de 20.000 exemplares.
O Partido Operário Independente é o único partido legal francês que recusa o financiamento público das campanhas. Argumenta que não é o Estado burguês quem deve financiar a organização dos trabalhadores. Fiel a ideia de independência financeira, onde as organizações dos trabalhadores deve ser financiada pelos próprios trabalhadores, repassa todo dinheiro recebido do Estado para o Comitê Internacional Contra a Repressão - CICR, entidade dirigida por militantes operários e democráticos cujo missão é dar suporte a militantes perseguidos em todo o mundo.
No interior do partido existe correntes organizadas. Entre elas estão a Corrente Anarco-Sindicalista, a Corrente Resistência Comunista, a Corrente Encontros Comunistas, Corrente Socialista e a Corrente Comunista Internacionalista (trotskista).
Os secretários nacionais do POI são: Daniel Gluckstein, Claude Jenet, Jean Markun e Gérard Schivardi.